# Těmice, Pelhřimov
Těmice là một làng thuộc huyện Pelhřimov, vùng Vysočina, Cộng hòa Séc.